# 貝羅拉 (澳大利亞國會選區)
貝羅拉選區（英語：Division of Berowra），是澳大利亞新南威爾士州的下議院選區，位於該州首府悉尼北郊，因貝羅拉得名。面積782平方公里。
選區始於1969年，是自由黨的安全選區。自1993年起當區議員是工黨的菲利浦·路多克。